# Grof Holandski
Holandski grofje so vladali grofiji Holandiji v Nizozemskih deželah med 10. in 16. stoletjem.

## Holandska rodbina
Prvi Holandski grof, Dirk I., je bil sin ali rejenec Gerolfa, grofa v Friziji (Dijkstra namiguje, da je bil Dirk morda sin Gerolfove sestre in da je njegov oče umrl, ko je bil še dojenček). Leta 922 je od Karla Debelega prejel zemljo okoli Egmonda na kraju, imenovanem Bladella (današnji Bladel blizu Eindhovna na Nizozemskem). To velja za začetek grofije Holandije. Vendar pa so bila do približno leta 1100 običajna imena za grofijo Zahodna-Frizija, Frizija ali Kennemerland; kljub temu se grofje od Dirka I. dalje tradicionalno imenujejo Holandski.
Upoštevati je treba, da je kronologija prvih nekaj grofov negotova. Obstoj grofa med Dirkom I. in Dirkom II. je bil predlagan šele pred kratkim, saj se domneva, da se sklicevanja na grofe z imenom Dirk med letoma 896 in 988 nanašajo na tri, ne na dva različna grofa. Ta tretji grof Dirk je postavljen med Dirka I. in II. in oštevilčen kot Dirk I. bis, da se izognemo zamenjavi z že uveljavljenim oštevilčenjem, ki se nanaša na druge grofe Holandske po imenu Dirk.

## Grofje Holandije in Zahodne Frizije (885–1433)
Medtem ko je Frizijsko kraljestvo obsegalo večji del današnje Nizozemske, se je poznejša provinca Frizija na Nizozemskem močno zmanjšala. Že v zgodnjem srednjem veku Zahodna Frizija (Frizija zahodno od Vlie) ni več veljala za del Frizije in je postala znana kot Holandija (današnji provinci Severna in Južna Holandija ter Zeeland). Floris II. je bil prvi grof, ki je svoje ime preoblikoval iz grofa "Zahodne Frizije" v grof "Holandije".
Frizija je v srednjem veku torej vključevala le srednji in vzhodni del. Srednji del (ki ustreza današnji nizozemski provinci Friziji) je bil poseljen s svobodnimi kmeti, ki so se uspešno upirali vsem poskusom fevdalcev, da bi jih podredili, predvsem holandskim grofom in utrechtskim škofom. V vzhodnem delu so lokalni glavarji v poznem srednjem veku ustvarili svoje države (znotraj Svetega rimskega cesarstva). Po letih 1446 do 1744 so postale grofije, nato pa so bile vključene v Prusijo in pozneje Nemčijo.
Zahodnofrizijski grofje so vladali lokalno v imenu utrechtskega nadškofa, sčasoma pa so holandski grofje prevladovali v utrechtski škofiji. Utrechtski nadškof je upravljal območje v imenu svetega rimskega cesarja, ki je videl, da je moč zmanjšana zaradi fevdalnega sistema, v katerem so grofje in vojvode vladali skoraj kot suvereni.
Holandski grofje so pogosto poskušali povečati svoje ozemlje, vendar razen pridobitve Zeelanda v 14. stoletju niso imeli trajnega uspeha. Namesto tega je postal del mogočnih posesti srednjeveških dinastij, najprej Wittelsbachov, nato Valoisa in nato Habsburžanov. Med Janezom III. in Jacqueline je potekala nasledstvena vojna. V tej vojni je leta 1433 končno zmagal Filip III. Burgundski, ki je medtem podedoval Janezove zahteve do grofije. Filip je bil nečak Viljema VI., ki se je poročil s hčerko Filipa Drznega Burgundskega. Aprila 1433 je prisilil Jacqueline, da je v njegovem imenu abdicirala iz Hainauta in Nizozemske.

## Gerulfingerji
- Gerulf (839)
- Gerulf Kennemerlandski (885–896)
- Dirk I. (916–939)
- Dirk II. (939–988)
- Arnulf (988–993)
- Dirk III. (993–1039)
- Dirk IV. (1039–1049)
- Floris I. (1049–1061)
  - Robert I. (1061–1071), regent, očim Dirka V.
  - Gotfrid Spodnje-Lotarinški
- Dirk V. (1061–1091)
- Floris II. (1091–1121)
- Dirk VI. (1121–1157) (1122 do 1133 po svoji mami  Petronili Lotarinški)
- Floris III. (1157–1190)
- Dirk VII. (1190–1203)
- Ada Holandska, nasledi 1203, prenese, ⚭ 1203
  - Ludvik II.; † 1218, Grof Loonski, 1203/06 Grof Holandski
- Viljem I. (1203–1222)
- Floris IV. (1222–1234)
- Viljem II. (1234–1256), od 1248 do 1254 rimsko-nemški protikralj in od 1254 do 1256 rimsko-nemški kralj
  - Viljem, (1234–1238) kot  regent, brat Florisa IV.
  - Oton III. Holandski, (1238–1239) kot  regent, brat Florisa IV.
- Floris V. (1256–1296)
  - Floris Vogt, (1256–1258) kot regent, brat Viljema II.
  - Adelajda Holandska, (1258–1263) kot regentka, sestra Viljema II.
  - Oton II. Gelderski  (1263–1266) kot regent
- Janez I. (1296–1299)

## Rodbina Avesneskih
- Janez II. (1299–1304)
- Viljem III. (1304–1337)
- Viljem IV. (1337–1345)
- Margareta  Bavarska (1346–1351)

## Wittelsbachi
- Viljem V. (1346–1358)
- Albreht I. (1358–1404)
- Viljem VI. (1404–1417)
- Janez III. (1418–1425)
- Jakoba Bavarska (1417–1433)

## Valois-Burgundska rodbina
- Filip I. Dobri (r. 1432-1467), vnuk Alberta I.
- Karel I. Drzni (r. 1467-1477), sin Filipa I.
- Marija I. Bogata (r. 1477-1482), hči Karla I.

## Habsburžani
- Maksimilijan (r. 1482-1494, regent), sveti rimski cesar, mož Marije I.
- Filip II. Lepi (r. 1494-1506), kastiljski kralj Filip I.
- Karel II. (r. 1515-1555), cesar Svetega rimskega cesarstva Karel V., španski kralj
- Filip III. (r. 1555-1581, 1581-1598 samo naslovni), španski kralj Filip II.

- Viljem IV. Holandski (1307–1345)
- Margareta II. Holandska (1311–1356)
- Viljem VI. Holandski (1365–1417)
- Jacobina Bavarska (1401–1436)

V času "tuje vladavine" Burgundije in Habsburžanov je grofijo upravljal državni namestnik "štathoulder" v imenu grofa. Leta 1581 so se Generalni stanovi Združenih provinc razglasili za neodvisne od španske vladavine Filipa II. (ki je bil Filip III. Holandski). Do Münstrske pogodbe leta 1648 so španski kralji še vedno uporabljali naziv grof Holandije, vendar so dejansko oblast nad grofijo izgubili in so jo prevzeli Stanovi Holandije.
- Filip IV. (1598 - 1621, samo titular), španski kralj Filip III.
- Filip V. (1621 - 1648, samo titular, odpovedan 1648), španski kralj Filip IV.

## Ministeriali/Vazali Holandskih grofov
- gospodje Arkelski in stranska veja Leedenski;
- gospodje Brederodski;
- gospodje in baroni Egmontski (do 1486);
- gospodje Ijsselsteinski;
- gospodje de Leck;
- gospodje Merwedski;
- gospodje Polanenski;
- gospodje Puttenski;
- gospodje Renessejski;
- gospodje Voorneški - grajski grofje Zeelandski - gospodje Heenvlietski;
- gospodje Wassenaarski;
- vitezi Alkemadenski;
- vitezi Den Burch;
- vitezi Deverski;
- vitezi Der Does-ki;
- vitezi Dorpski;
- vitezi Hillegerdsberški;
- vitezi Poelgeestski;
- vitezi Splinterski in Nijenrodski;
- vitezi Teylingen
- vitezi Warmondski;
- vitezi den Woudeški;

## Posledice
Grofija je ostala kot sestavna država članica Nizozemske republike do leta 1795. Vendar pa ni bilo več grofov, saj sta bili Stanovi Holandije in Zahodne Frizije suvereni grofije (čeprav je bilo grofovstvo ponujeno Viljemu I. Oranskemu Tihemu leta 1584, tik pred njegovo smrtjo). Štathoulderji, ki so služili stanovom, so bili v tem obdobju de facto glavni izvršni upravniki.